# Districtul Aïn Boucif
Aïn Boucif este un district din provincia Médéa, Algeria.